# Siehdichum
Siehdichum est une commune de l’arrondissement d'Oder-Spree, au Brandebourg, en Allemagne.
Sa population était de 1 553 habitants en 2017.